# Colle à bois
La colle à bois est un adhésif utilisé pour lier étroitement des morceaux de bois ensemble. De nombreuses substances ont été utilisées comme colles.

## Colles naturelles

### Colles de collagène
La colle animale (Les types spécifiques incluent la colle de peau, la colle d'os, la colle de poisson, la colle de peau de lapin) a été le principal adhésif de choix pour de nombreux types de travail du bois, y compris les meubles et la lutherie, pendant de nombreux siècles. Elle est fabriquée à partir de collagène (une protéine) obtenu à partir de peaux ou d'os. Il est chimiquement similaire à la gélatine comestible et n'est pas toxique en cas d'ingestion. La colle à peau est encore utilisée aujourd'hui dans des applications spécialisées : instruments de musique (lutherie), pour les répliques de meubles (en) et pour les réparations/conservation de qualité des boiseries anciennes. La colle à peau est mesurée sur la base de sa force en gelée, une mesure du nombre de grammes de force nécessaire pour enfoncer un cylindre d' 1⁄2 pouce (13 mm) , de 4 mm (0.16 in) dans une solution protéique à 12,5 % de colle à 10 °C . La colle est fabriquée en qualités standard de 32 à 512 grammes (1.1–18.1 oz) . 192 grammes (6.8 oz) la force est la plus couramment utilisée pour le travail du bois ; 251 grammes (8.9 oz) est la valeur la plus élevée normalement utilisée pour la construction d'instruments ; 135 grammes (4.8 oz) est la valeur la plus faible utilisée pour la menuiserie générale. Une colle au-dessus de 250-gram (8.8 oz) nécessite une dilution excessive et laisse donc trop peu de colle dans les joints pour une adhérence efficace, elle n'est donc pas couramment utilisée. Des versions liquides de colle de peau sont désormais disponibles ; généralement, elles contiennent de l'urée pour maintenir la colle liquide à température ambiante et pour prolonger le temps de séchage. Des exemples de colle à peau liquide sont « Old Brownie Glue » ou « Titebond Liquid Hide ». La colle de peau ne glisse pas. Les joints de colle de peau sont faciles à réparer, simplement en chauffant et en ajoutant plus de colle de peau,,,,.

### Colle de kératine
Conventionnellement, les colles de kératine, bien que fabriquées à partir de parties animales comme les cornes et les sabots (colle de sabot), ne sont pas considérées comme des "colles animales" car ce ne sont pas des colles de collagène.

### Colle de caséine
La colle de caséine est fabriquée à partir de protéines de lait. Elle était utilisée pour fabriquer des joints solides et robustes au début de l'aviation, et était omniprésente sous la forme de « colle blanche », comme l'Elmer's Glue-All, (en), célèbre aux États-Unis ; mais elle est tombée en disgrâce en raison de sa sensibilité aux attaques bactériennes et à l'humidité et a été remplacée dans l'aviation en bois par des colles synthétiques.

### Colles végétales
La colle d'amidon est une colle à base de farine, blé ou riz gluant (colle de riz), et d'eau, à laquelle on ajoute généralement de l'huile d'amande amère ou des conservateurs afin de la conserver des moisissures. L'amidon est un glucide (sucre).
La caséine de soja peut donner des colles au même titre que la caséine animale. Elle est utilisée dans les contreplaqués.

## Colles de synthèse
L'utilisation des colles de synthèse commence dans les années 1930 et surtout pendant la seconde Guerre Mondiale. Résistantes à l'humidité et à la pourriture, elles se prêteront à la conception de contreplaqués et dans l'aéronautique de contreplaqués moulés qui seront étanches et résistants aux attaques bactériennes. Elles feront rattraper au bois son retard sur le métal. Le contreplaqué mêlé à des adhésifs de résine améliorés va offrir aux concepteurs et aux constructeurs d'avions un matériau qui ne se fend pas, a une bonne stabilité dimensionnelle, une résistance répartie, et une facilité de mise en œuvre pour être plié, cintré et formé. Certaines structures de contreplaqué pour aviation (comme dans le procédé Durmold) seront  probablement composées d'environ 80 % de bois et de 20 % de résine adhésive; de manière abusive, on leur donnera les noms de « plastic plywood » et de « plastic planes »; à l'exception des variations de forme, le produit était essentiellement le même que le contreplaqué pressé à plat. Les premiers adhésifs employés dans l'aviation étaient les colles dérivées de protéines naturelles (colle animale et colle d'albumine sanguine principalement, par la suite colle de caséine). Plus tard sont arrivées les colles phénoliques, et dans les années 1930, les colles urée-formaldéhyde et les colles résol (résines phénoliques à durcissement alcalin). La colle de caséine, sera fréquemment utilisée ; durcie elle était un peu résistante à l'eau mais se dégradait dans des conditions humides à long terme ; elle était également sensible au mouillage et au séchage répétés et sujette aux attaques fongiques lorsqu'elle était maintenue humide ; des conservateurs furent ajoutés pour empêcher les attaques fongiques, mais l'impermanence inhérente de la colle est restée un facteur déterminant tout au long de son utilisation dans les avions. Au fur et à mesure que la chimie des polymères progressait dans les années 1930 et 1940, des adhésifs synthétiques plus solides et plus durables arrivèrent sur le marché qui commencèrent à supplanter les colles naturelles.  Pour les usages domestiques, aux États-Unis, on estimait en 1947 que les deux tiers ou plus de la production de contreplaqué de sapin de Douglas étaient collée avec de la colle de soja, et donc destinés à un usage intérieur, tandis qu'un tiers était collé avec des résines phénoliques et destiné à un usage extérieur. En 1975 tous les contreplaqués étaient collés avec des adhésifs à base de résine synthétique. Les résines phénol-formaldéhyde et, dans une moindre mesure, les résines mélamine-formaldéhyde sont utilisées pour produire tous les contreplaqués de qualité extérieure. Les résines urée-formaldéhyde sont utilisées pour fabriquer pratiquement tous les panneaux intérieurs en bois dur, tandis que les résines phénoliques produisent la totalité sauf une petite partie des panneaux intérieurs en bois tendre à des fins structurelles.
Les questions de santé liées aux résines formaldéhyde se font plus tard.

### Phénol formaldéhyde
La résine phénol formaldéhyde est couramment utilisée pour fabriquer du contreplaqué. Il est durci à température et pression élevées. 
Des contreplaqués ont été liés à la bakélite dans les années 1930. C'était une des premières colles de synthèses qui a remplacé la colle de caséine dans ses applications aéronautiques. Le Tego film, une mince feuille de papier imprégnée de résine phénolique, était dans les années 1930-40 utilisée dans la fabrication de contreplaqué étanche. 

### Urée-formaldéhyde
Les adhésifs à base de résine d'urée-formaldéhyde présentent un faible coût effectif, des températures de durcissement basses, une résistance aux micro-organismes et à l'abrasion, et une couleur claire. Il ne flue pas et peut être réparé avec de l'époxy. Il peut se détériorer rapidement dans des environnements chauds et humides, libérant du formaldéhyde (un cancérigène),,. Fourni sous forme de fine poudre blanche qui est mélangée avec la moitié de son poids d'eau froide pour l'utilisation. L'adhésif mélangé reste utilisable environ trois heures selon la température. À condition qu'elle soit conservée au sec, la poudre non utilisée a une durée de conservation pouvant aller jusqu'à un an. L'adhésif a la capacité de combler les espaces entre les composants mal ajustés. Une marque populaire est « Cascamite ». Dans l'aviation en bois, les colles Kaurit, en Allemagne, Beetle Cement (basée sur Kaurit) et Aerolite en Angleterre étaient connues pendant la seconde Guerre Mondiale et après. Aerolite est le seul adhésif de réparation spécifié par la Royal Air Force pour les avions en bois, et est largement utilisé à la fois pour la rénovation des premiers avions, et la construction de répliques; ceci est dû en partie à sa capacité à réparer avec succès des structures qui étaient auparavant collées avec des colles de caséine, qui laissent un substrat fort alcalin.
Plastique à base de résines aminiques.
Le terme aminoplaste désigne aussi toute la famille des résines thermodurcissables obtenues par polycondensation d'une amine (urée ou mélamine) et de formaldéhyde. On distingue 3 principales catégories : les mélamines formaldéhydes (MF ou AM), les mélamines-phénols formaldéhydes (apparentées aux phénoplastes), les urées formaldéhydes (UF). Ces résines ont pour principales caractéristiques, une grande dureté de surface, une bonne tenue à la chaleur (jusqu'à 160 °C pour certaines variétés), de grandes possibilités de coloration et de bonnes propriétés électriques. Les aminoplastes sont utilisés avec des charges pulvérulentes (cellulose, amiante ou verre), presque jamais renforcés de fibres longues.

### Résorcine formaldéhyde
La colle résine résorcine formaldéhyde est très solide et durable (résiste à l'immersion dans l'eau bouillante, les acides doux, l'eau salée, les solvants, les moisissures, les champignons, les ultraviolets, etc. ). Historiquement, c'était la colle dominante dans la fabrication de contreplaqué de qualité extérieure et la production d'avions en bois. Elle doit être mélangée avant utilisation (résine liquide et catalyseur en poudre), est toxique,  et a une couleur durcie violet foncé, qui peut ne pas être acceptable dans certaines utilisations. Pendant de nombreuses années, la Federal Aviation Administration américaine (FAA) a déclaré que la résorcine était le seul adhésif connu recommandé pour les avions certifiés:

« Resorcinol is the only known adhesive recommended and approved for use in wooden aircraft structure and fully meets necessary strength and durability requirements »

Cependant, en fait, la grande majorité des avions en bois construits au cours des dernières décennies (principalement des avions de construction amateur) utilisent à la place d'autres types d'adhésifs.[réf. nécessaire] (principalement des systèmes de résine époxy), qui offrent une plus grande résistance et, plus important encore, beaucoup moins de criticité dans une technique d'application parfaite. La plupart des adhésifs plus récents sont beaucoup plus tolérants aux erreurs de construction typiques (telles que de petits espaces ou des désalignements entre les pièces) que la résorcine, qui n'offre pratiquement aucune tolérance pour de telles situations de construction quotidiennes. Cela peut poser des difficultés majeures, notamment dans les assemblages complexes. La résorcine est cependant toujours utilisé par certains constructeurs / restaurateurs et est couramment utilisé dans les avions d'époque.

### Polyuréthane
La colle polyuréthane (les noms commerciaux incluent Gorilla Glue et Excel ) devient de plus en plus populaire aux États-Unis après avoir été utilisée pendant des années dans d'autres pays. Il adhère aux fibres textiles, aux métaux, aux plastiques, au verre, au sable, à la céramique et au caoutchouc, en plus du bois. Les adhésifs polyuréthanes pour bois sont normalement des pré-polymères terminés par des groupes isocyanates. Lorsqu'ils sont exposés à l'humidité, les isocyanates réagissent avec l'eau et durcissent ainsi les adhésifs. Par conséquent, les adhésifs polyuréthanes à un composant sont également appelés polyuréthanes durcissant à l'humidité. De plus, les interactions entre les polyuréthanes et les polymères du bois peuvent influencer de manière significative les performances de liaison.  Les colles polyuréthanes se dilatent lorsqu'elles durcissent, améliorant l'adhérence là où l'ajustement n'est pas serré. Contrairement aux colles PVA, elles peuvent être utilisées pour coller les bois aboutés. Cependant, dans les tests de saturation en eau, les liaisons polyuréthane étaient beaucoup moins durables que les liaisons résorcine à la fois sur le douglas et le bouleau jaune. 

### Époxy
La résine époxy, généralement sous forme de système de mélange en deux parties, durcit dans une plage de températures et de teneur en humidité plus large que les autres colles, ne nécessite pas de pression pendant le durcissement et possède de bonnes propriétés de remplissage des espaces : des joints presque parfaits avec de très petits espaces produisent en fait des liens plus faibles. L'utilisation d'époxy nécessite une attention particulière au rapport de mélange des deux parties. Il adhère à la plupart des colles à bois durcies (sauf PVA).  L'adhésif époxy en deux parties est très résistant à l'eau salée, la plupart des époxy résistent à la chaleur jusqu'à 177 °C, les formulations contenant du métal en poudre et du caoutchouc ou des plastifiants sont très résistantes et résistantes aux chocs. L'époxy peut déclencher une sensibilité à long terme (allergies) due à une surexposition et est souvent coûteux. 

### Cyanoacrylate
Le cyanoacrylate (Crazy glue, Superglue, CA ou CyA ) est utilisé principalement pour les petites réparations, notamment par les tourneurs sur bois. Il se lie instantanément, y compris à la peau. Le CA durci est essentiellement une matière plastique. Des versions sont disponibles qui sont capables de s'infiltrer dans les joints serrés mais se lient avec une résistance réduite (car beaucoup s'égoutte et s'imprègne dans le bois en laissant très peu sur la surface pour le collage), ou des formulations plus épaisses (gel) qui peuvent combler de très petits vides, ne coule pas du joint et ne pénètre pas si rapidement dans le bois. La colle cyanoacrylate plus fine ne se lie pas plus rapidement et ne forme pas de chaînes polymères plus courtes que la version gel lorsqu'elle est utilisée sur le bois. La nature chimique du bois retarde considérablement la polymérisation du cyanoacrylate. Lorsqu'il polymérise finalement dans un joint de bois, il reste suffisamment de gel pour une meilleure adhérence qu'avec la version mince. Lors de l'utilisation du gel, trop de colle affaiblira la liaison résultante. De même, si l'on applique trop peu de superglue fine, il ne restera presque plus de colle dans un joint de bois, ce qui entraînera une liaison faible ou aucune liaison du tout. Des versions sont également disponibles qui sont sans danger pour la mousse (le CA ordinaire dissout la plupart des mousses plastiques) qui sont généralement également commercialisées comme à faible odeur . Le cyanoacrylate est rigide mais a une faible résistance au cisaillement (fragile), ainsi la flexion normale du bois peut rompre la liaison dans certaines applications. Souvent, trop d'adhésif est appliqué, ce qui entraîne une liaison beaucoup plus faible. CA est rapidement devenu l'adhésif dominant utilisé par les constructeurs de modèles en bois de balsa, où sa résistance dépasse de loin les matériaux de base.

### Acétate de polyvinyle (PVA)

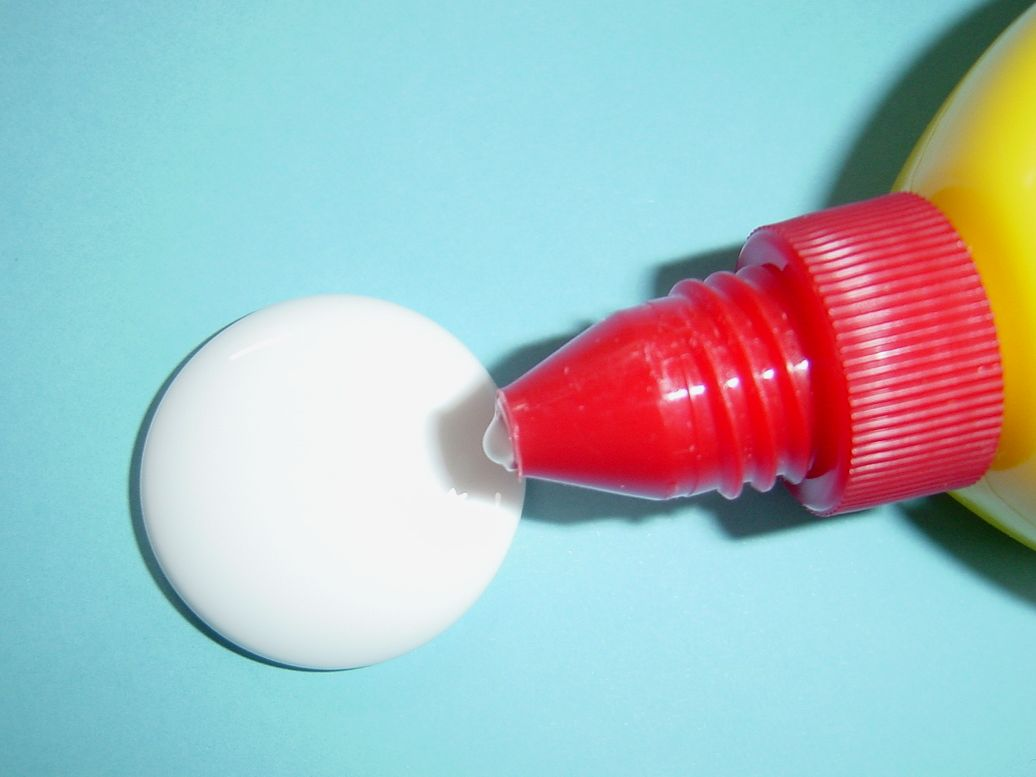
Colle PVA domestique

L'acétate de polyvinyle (PVA), colle vinylique également connu sous le nom de « colle blanche », « hobby and craft » ou colle scolaire est non toxique, PH neutre, bon marché et facile à utiliser, et est donc le type de colle à bois le plus couramment utilisé. Les joints doivent être bien ajustés et serrés pendant le durcissement pour une résistance maximale. Les PVA restent flexibles après avoir durci, mais ils flueront sous une charge constante. Les joints précédemment collés avec du PVA peuvent être difficiles à réparer car la plupart des colles (y compris le PVA lui-même) n'adhèrent pas bien à la colle PVA durcie. Les colles PVA ne sont pas étanches, cependant les PVA de type 2 sont résistants à l'eau.
Elmer's Glue-All, à l'origine une colle de caséine, est un exemple d'adhésif PVA disponible aux États-Unis.

### Résine aliphatique
La résine aliphatique, également connue sous le nom de "carpenter's glue" et "yellow glue", est un adhésif synthétique (dans ce cas, un composé aliphatique) de couleur jaune clair et de texture crémeuse utilisé le plus souvent pour lier des morceaux de bois. Comparé à d'autres adhésifs, il a une faible odeur et inflammabilité, une bonne force de liaison et une résistance modérée à l'humidité. Il est plus résistant à la chaleur et à l'eau que les colles blanches en acétate de polyvinyle, a une consistance plus lourde qui entraîne moins de gouttes et se fixe à des températures supérieures à 10 °C et jusqu'à 43 °C, bien qu'il soit considéré comme impropre à une utilisation en extérieur. Son temps de prise plus rapide que les colles blanches peut rendre difficile son utilisation sur des projets complexes. Il durcit en 24 heures environ et donne une ligne de colle translucide, beige pâle ou ambrée. Avant qu'il ne durcisse, il peut être nettoyé avec de l'eau du robinet (comme de la colle blanche). Contrairement à la colle blanche, sa résistance à la chaleur et sa dureté une fois durcie signifient qu'elle peut être poncée, bien qu'elle n'absorbe pas les lasures appliquées par-dessus. L'excès de résine doit être poncé ou autrement éliminé avant la lasure. Elle a moins tendance à "fluer" (glisser lors du serrage) que la colle blanche. La résine aliphatique a un profil d'utilisation similaire et une résistance ultime relative à celle du PVA. Les deux colles diffèrent par leurs caractéristiques d'adhérence avant la prise initiale, les PVA présentant plus de glissement lors de l'assemblage et la colle jaune ayant une meilleure adhérence initiale. Les marques incluent Titebond et Lepage.

### Ciment de contact
Ciment de contact pour placages de bois.

### Colle thermofusible
Colle thermofusible pour usages temporaires.

## Usage
Plusieurs colles à bois ont une faible capacité de remplissage des espaces (gap-filling), ce qui signifie qu'elles pénètrent dans le bois et laissent l'espace vide, ou restent pour combler l'espace mais ont peu d'intégrité structurelle. Par conséquent, les menuisiers utilisent couramment des joints fins bien ajustés qui nécessitent étonnamment peu de colle pour maintenir de grosses pièces de bois. La plupart des colles à bois doivent être serrées pendant que la colle prend.  Les résines époxy et certaines autres colles peuvent être épaissies avec des charges structurelles (ou avec des formulations plus épaisses de la résine) pour aider à combler les vides (adhésif à joint épais), mais il est préférable d'essayer de minimiser les lacunes en premier lieu afin que le problème ne soit pas résolu.

## Résistance mécanique
Le magazine américain Fine Woodworking a effectué plusieurs tests pour évaluer la résistance mécanique des joints de bois avec différentes colles : 
| Colle                 | Résistance de l'assemblage en pourcentage de la colle PVA de type I |
| --------------------- | ------------------------------------------------------------------- |
| Colle PVA de type I   | 100%                                                                |
| Epoxy à prise lente   | 99%                                                                 |
| Colle PVA             | 95%                                                                 |
| Colle de peau liquide | 79%                                                                 |
| Colle de peau chaude  | 76%                                                                 |
| Polyuréthane          | 58%                                                                 |

La colle PVA de type I était Titebond III, une colle étanche. L'époxy provenait du System Three. La colle PVA était la colle Elmer's Carpenter. La colle de peau liquide provenait de Old Brown Glue. La colle de peau chaude était celle de J.E. Moser. Le polyuréthane était de marque Gorilla.